# Мода 1970-х

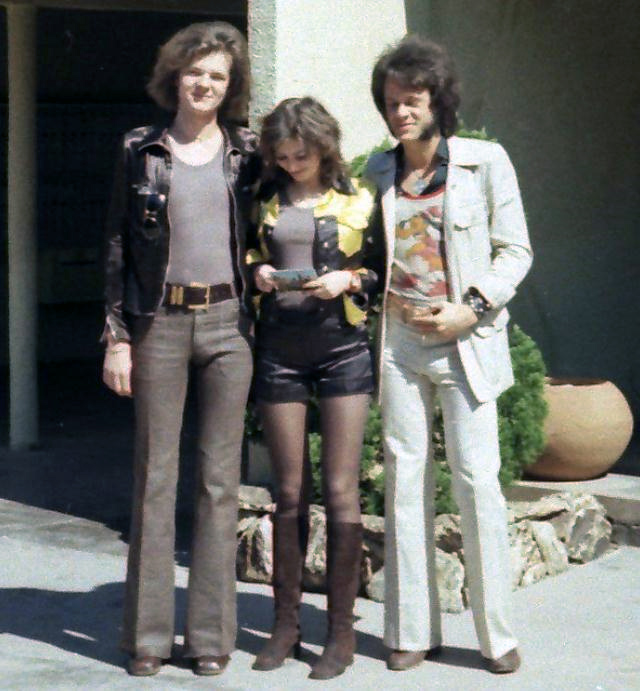
У 1971 році гарячі штани і брюки-дзвін були популярними тенденціями моди

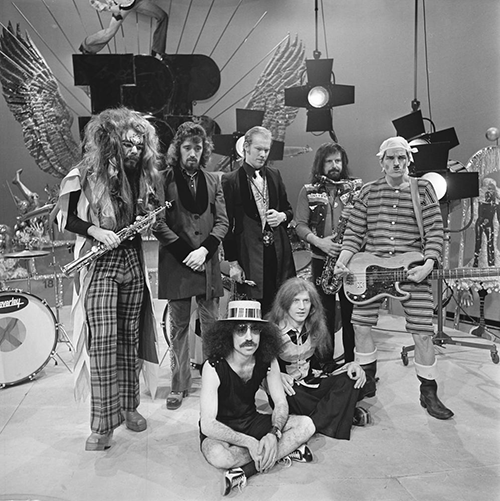
Приклад глем-рок костюма, який носили Рой Вуд і Віззард, напочатку 1970-х.

Мода 1970-х була про індивідуальність. На початку 1970-х років Vogue проголосив «Зараз у модній грі немає правил». Звичайні речі включали міні спідниці, низьки спідниці, які популяризували хіпі, вінтажний одяг 1950-х і раніше, а також андрогінні стилі глем-року та диско, які ввели туфлі на платформі, яскраві кольори, блиск і атлас.
Нові технології принесли прогрес у виробництво за рахунок підвищення ефективності, підвищення стандартів, масового виробництва і одноманітності. Загалом найвідомішим силуетом середини та кінця 1970-х була обтягуюча верхнья частина одягу та вільний низ. У 1970-х роках також народився байдужий, антиконформістський підхід до моди, який складався зі светрів, футболок, джинсів і кросівок. Французький дизайнер Ів Сен-Лоран і американський дизайнер Холстон спостерігали та сприйняли зміни, що відбувалися в суспільстві, особливо величезне зростання прав жінок і молодіжної контркультури. Вони успішно адаптували свою естетику дизайну, щоб пристосуватись до змін, до яких прагнув ринок.
Найвідомішими моделями 1970-х були Лорен Хаттон, Марго Хемінгуей, Беверлі Джонсон, Джіа Каранджі, Дженіс Дікінсон, Шеріл Тігс, Джеррі Холл та Іман.

## Жінки

### Початок 1970-х (1970–73)

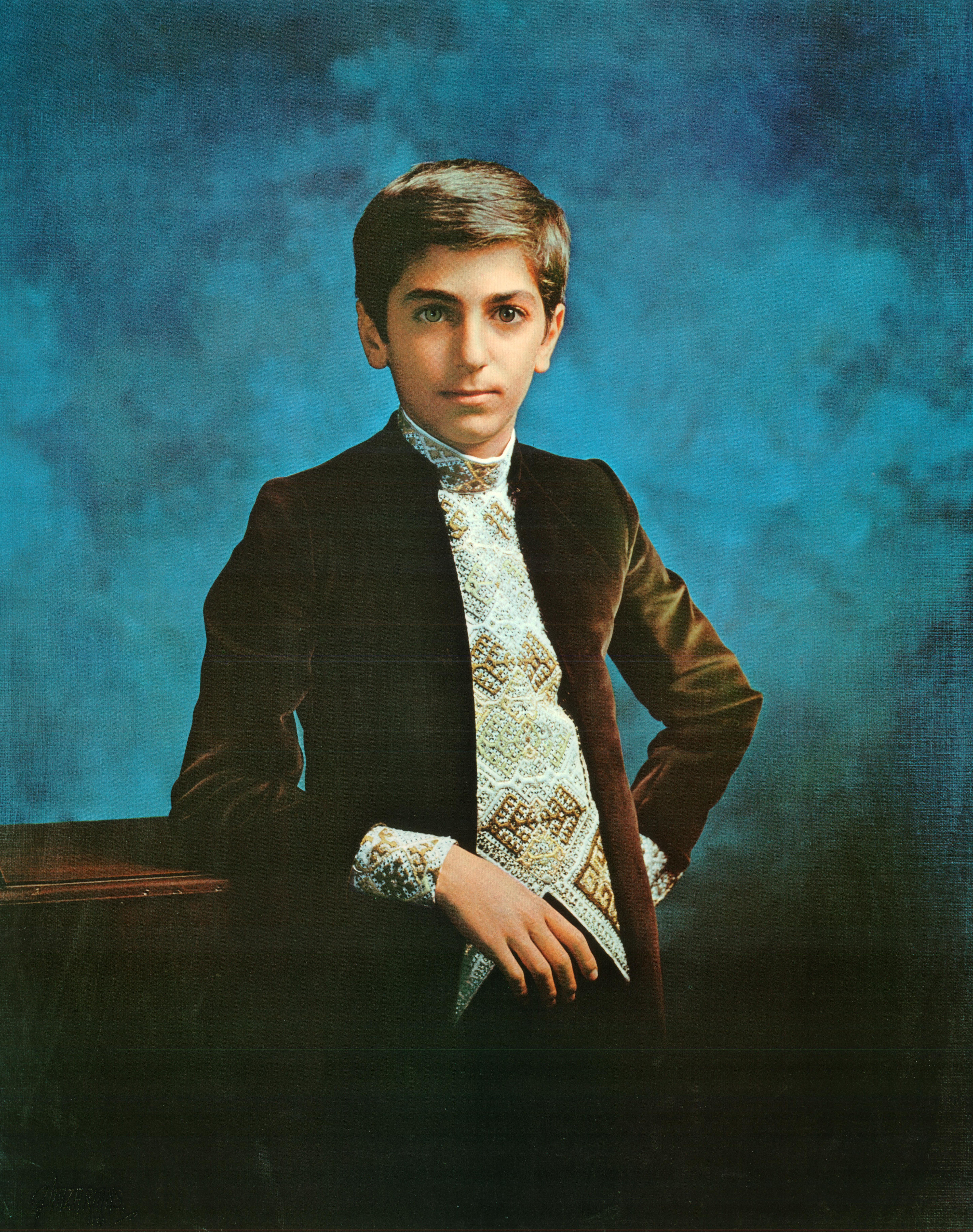
Іранський принц Реза Пехлеві в оксамитовому жакеті Nehru, натхненному павичною революцією, і шарфі з геометричним принтом, 1973 рік.

#### Одяг гіпі
- 1970-ті почалися з продовження моди на одяг гіпі з 1960 -х, надаючи виразний етнічний колорит. Популярна жіноча мода початку 1970-х включала сорочки Tie dye, мексиканські «селянські» блузки,[3] угорські блузки з народною вишивкою, пончо, накидки[4] та військовий одяг.[5] Нижній одяг для жінок у цей час включав бриджи, гаучо,[4][6] потерті джинси, спідниці міді та максі сукні довжиною до щиколотки. Одяг хіпі в цей час виготовлявся в надзвичайно яскравих кольорах[7], а також з індіанськими та квітковими візерунками.[8]
- Жіночі аксесуари хіпі початку 1970-х включали чокери, нашийники для собак, прикраси для шиї ручної роботи та аксесуари з природних елементів, таких як дерево, черепашки, каміння, пір'я, індійський бісер і шкіра. Все це замінило стандартні прикраси.[4] Унісекс-хіпі-аксесуари включали пов'язки на голову, капелюхи, balumba balls, струмені шарфи,[5] біркенштоки[9] та черевики на товстій підошві або платформі.[10]

#### Гламур

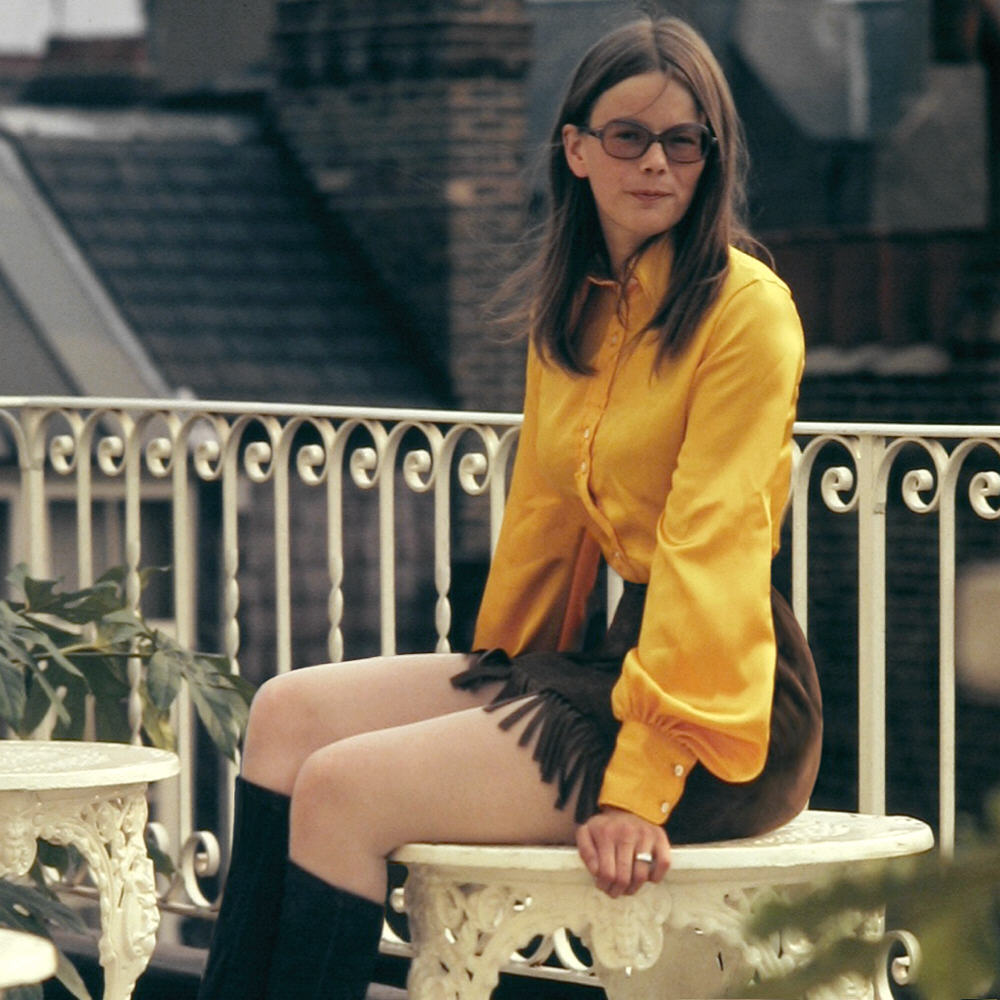
До початку 1970-х років міні -спідниці набули небувалої популярності. Ця молода англійка одягнена в замшеву міні-спідницю з бахромою, 1971 рік.

- Незважаючи на те, що одяг хіпі був широко поширений, він був прийнятий не всіма. Багато жінок все ще продовжували одягатися в більш гламурний одяг, натхненний гламуром кінозірки 1940-х років. Інші жінки просто взяли просту повсякденну моду або поєднали новий одяг з ретельно підібраним секонд-хендом або вінтажним одягом 1930-х, 1950-х і 1960-х років.[11] Більш прості тенденції початку 1970-х для жінок включали приталені блейзери (випускаються з безлічі тканин разом з широкими лацканами), довгі та короткі сукні, міні-спідниці, вечірні максі сукні, надзвичайно короткі, облягаючі шорти в поєднанні з обтягуючими футболками,[7] сумісні вбрання, які були майже ідентичні один одному і штани-кльош. Для цього стилю одягу найчастіше використовувалися пастельні кольори, такі як ліловий, персиковий, яблучно-зелений, рожевий, жовтий, білий, пшеничний, верблюжий, сірий і блакитний.[4] Іржа, мандарин, мідь, лісова зелень і фісташка ставали все більш популярними з 1973 року.[4] Светри були величезним феноменом на початку 1970-х років, часто про вбрання судили виключно за светром. Вони розділилися на багато стилів, таких як пальто-светри, светри-сукні, светри в підлогу і навіть светри-костюми. Багато з них були оброблені хутром, особливо штучним. Масштабні кардигани з шалевим коміром, підперезані поясом, часто коричнево-білі, були також звичним явищем.[4]
- Гламурні жіночі аксесуари початку 1970-х включали капелюхи або тюрбани, перлинні сережки, намиста, браслети, горжетки з пір'я, капелюхи з чорною вуалью, сабо, танкетки, платформи на корковій підошві та масивні високі підбори.[4] Золоті ланцюжки, сережки із золотими ґудзиками та затискачі зі стразами знову стали популярними в 1973 році після кількох років саморобних прикрас.[4][12]
- На початку 1970-х чоботи були на піку своєї популярності, який починався з середини 1960-х. Жінки мали чоботи на будь-який випадок, причому в магазинах продавалася велика різноманітність моделей за доступними цінами. Незважаючи на широку різноманітність, найпопулярнішими були чоботи Go-go, зморшкувані чоботи з м'яким блиском, чоботи-стрейчі та бабусині чоботи (чоботи на шнурівці в стилі 1920-х років, які закінчувалися трохи нижче колін).[13]

### Середина 1970-х (1974–76)

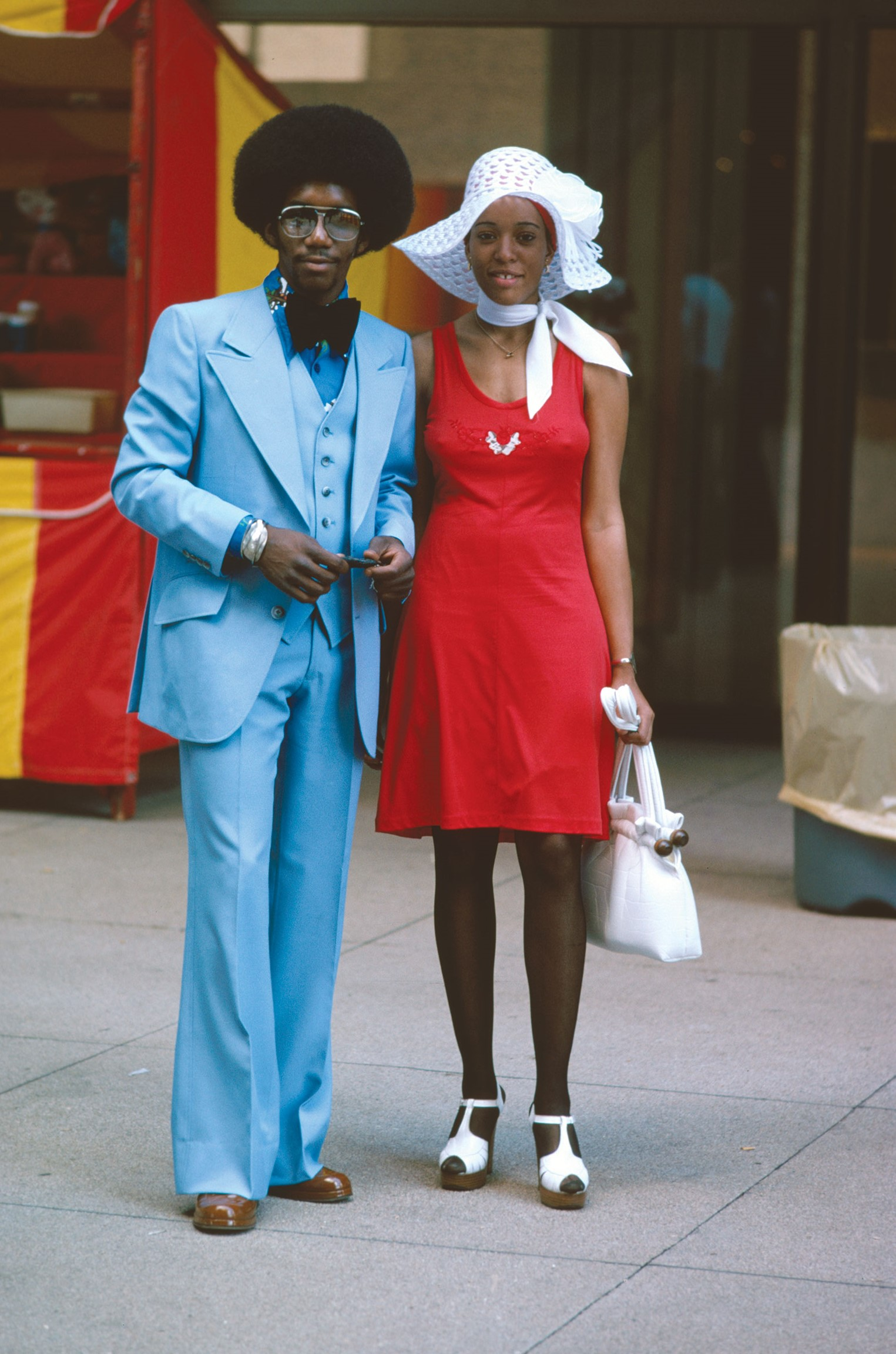
Афроамериканська пара, Мічиган-авеню, Чикаго, липень 1975 року

#### Повсякденні образи
- З 1974 року футболка більше не вважалася нижньою білизною. У той час футболки виготовлялися у складних дизайнах, таких як гасла, спортивні команди та інші стилі.[4] Приблизно в той же час більш вільні сорочки початку 1970-х років змінилися приталеними топами.
- До середини 1970-х років стиль хіпі повністю зник, хоча невимушені образи залишилися. У середині 1970-х років жінки носили светри, футболки, кардигани, кімоно, графічні футболки та светри,[7] джинси, хакі, гаучо,[6] робочий одяг та вінтажний одяг.[4] Приблизно в 1976 році повсякденна мода прийняла паризький селянський образ. Він включав накидки, тюрбани, пухкі спідниці та сорочки з розширеними рукавами.[4]
- У середині 1970-х аксесуари, як правило, не носили, використовуючи мінімалістичний підхід до моди, подібний до 1950-х. Маленькі шкіряні сумки через плече жінки носили всюди, а серед популярного взуття були Мері Джейнс, чоботи до колін із заокругленими носами, туфлі на платформі та сандалі, біркенштоки[9] та лофери.[4][7] Незважаючи на відсутність аксесуарів, кільце настрою було великим трендом у середині 1970-х.[14]

#### Активний одяг
- Починаючи з 1975 року, жіночий активний одяг з чистим кроєм набирає все більшої популярності. Найбільшим фенеменом цієї тенденції став комбінезон, популярний з 1975 року та пізніше. Комбінезони майже завжди були розкльошеними на ногах, а рукави варіювалися від повністю без рукавів до надзвичайно довгих рукавів-дзвіночків.[4] Інші тенденції спортивного одягу включали спортивні костюми, сорочки туніки, укорочені топи, топи, світшоти, хугери,[15] штани з низькою посадкою та костюми для відпочинку.[4][7] Це тривало до 1980-х років.
- Аксесуари в той час були менш важливими, але два дуже бажані: кросівки та тенісні пов'язки.[7][15]

#### Індивідуальні фасони
- Оскільки в середині 70-х зріс рівень розлучень і зменшилася кількість шлюбів, жінки були змушені працювати, щоб утримувати нуклеарну сім'ю. Поступове збільшення жіночої робочої сили змінило шопінг і моду. Працюючі жінки ходили за покупками у вихідні та ввечері. Фемінізовані чоловічі ділові костюми, такі як приталені жакети, спідниці міді та приталені блузки, були їхнім вибором для «одягу для успіху».[16]

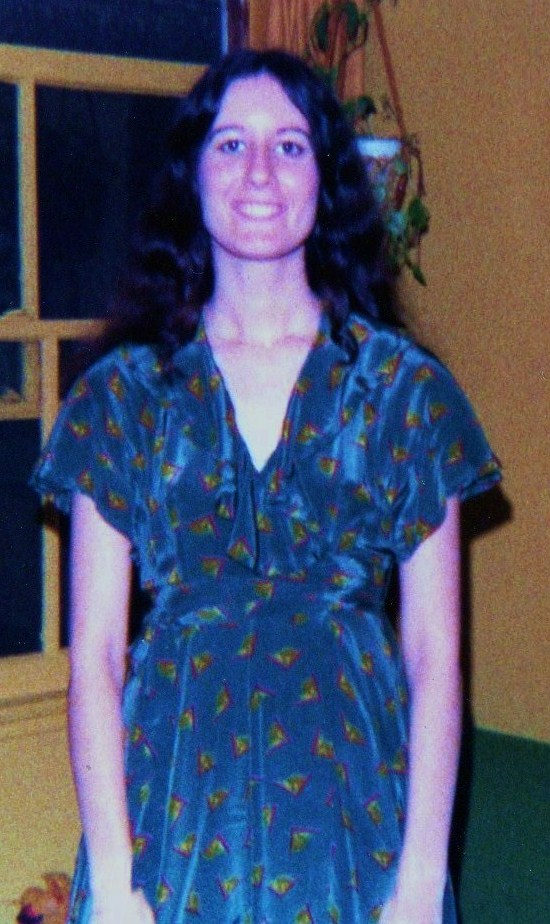
Молода жінка, одягнена в сукню.

- Починаючи з 1975 року, жіночий напівофіційний одяг став більш скроєним і виразним. Це включало багато багатошаровості: жінки одягали дві блузки одночасно, кілька светрів, штани під сукнями -туніками та джемпери, які одягали поверх довгих приталених суконь. У 1970-х роках також були представлені деякі з найскандальніших суконь, які до того моменту носили публічно в американській історії.[7] Інший одяг, який носять у цьому стилі, включає замшеві пальто, полупальто, блейзери, светри з вирізом, спідниці-олівці, сукні з відкритою спиною, сукні з дуже низьким вирізом, штани-палаццо,[7] сукні-трубовки,[4] вечірні сукні, сукні-піджаки,[8] і брючні костюми в тонку смужку.[4][7] У жіночих сукнях середини 1970-х років переважали пастельні тони, але також поширені азійські візерунки.[8]
- Аксесуари для більш офіційного стилю включали туфлі на високих підборах (як низькі, так і високі, переважно на товстих підборах), тюрбани та шкіряні сумки через плече.[7] Черевики продовжили свою популярність у середині 1970-х років. Ця тенденція поширилася на інші стилі, зокрема на танкетку (можливо, найпопулярніше жіноче взуття середини 1970-х). Черевики стали круглішими, товстішими, важчими та товстішими, і були дорожчими, ніж на початку 1970-х. Популярні чоботи середини 1970-х включали чоботи на танкетці, ботильйони, черевики на платформі та ковбойські чоботи.[13] Колекція A/W Haute Couture «Opium Collection» від французького дизайнера Іва Сен-Лорана була натхненна китайською культурою та історією.

#### Стиль диско

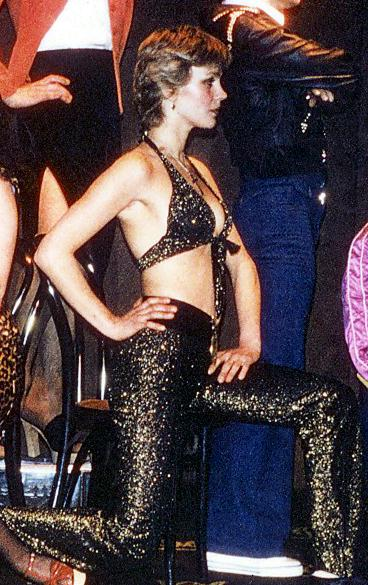
Шведська модель Улла Джонс одягнена в топ з люрексом і розкльошені штани в тон

- Жанр диско-музики породив власне захоплення модою в середині і наприкінці 1970-х. Молоді люди збиралися в нічних клубах, одягнені в новий диско-одяг, який був покликаний показати тіло і сяяти під вогнями танцполу. Мода на дискотеку представляла модний одяг з штучних матеріалів. Найвідомішим диско-образом для жінок була сукня з трикотажним покриттям, сукня довжиною до колін із затиснутою талією. Вона стала надзвичайно популярним елементом, оскільки підходила до ряду різних типів фігури та розмірів, і її можна було носити як в офіс вдень, так і в нічні клуби та дискотеки вночі.[17]
- Диско-мода загалом була натхненна одягом початку 1960-х років. Жінки носили одяг для дискотеки: топи, сорочки з вирізом з блискітками, блейзери, короткі шорти з спандексу, вільні штани, облягаючі штани з спандексу, максі-спідниці та сукні з довгими розрізами на стегнах, сукні з джерсі, бальні та вечірні сукні.[8] Взуття варіювалося від чобіт до коліна до підборів, але найчастіше носили туфлі з товстими підборами і які часто виготовлялися з прозорого пластику.

### Кінець 1970-х (1977–79)

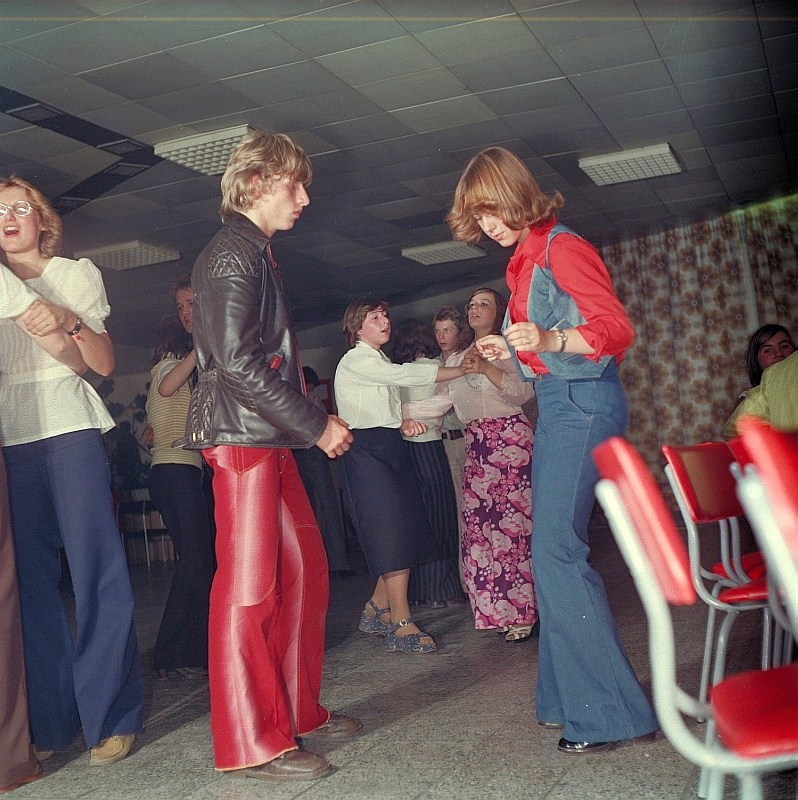
Джинси та штани-кльош користувалися популярністю серед представників обох статей, як це можна було побачити на цій німецькій дискотеці в 1977 році.

#### Розслаблений одяг

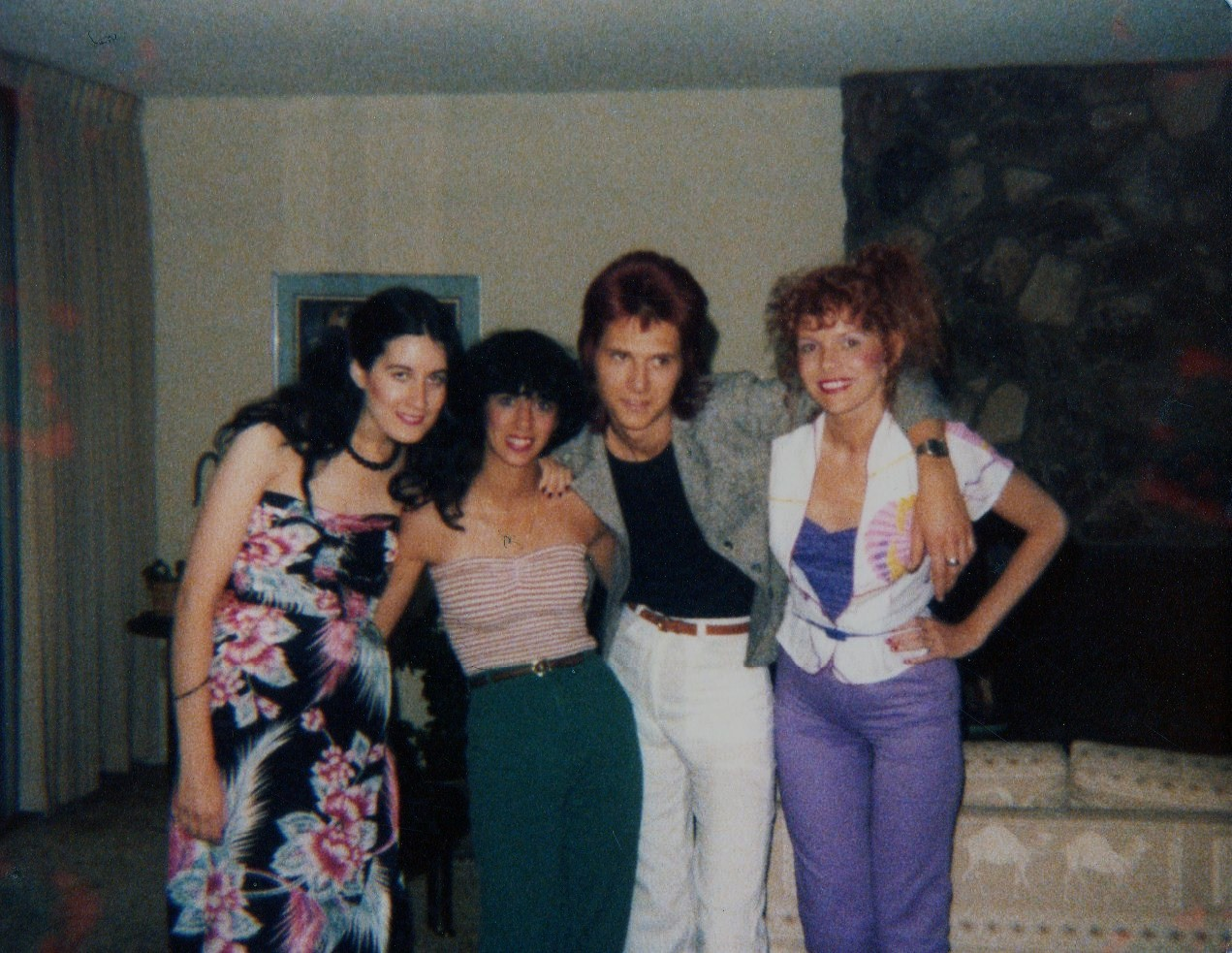
Дві жінки 1979 року носять модні топи, а жінка ліворуч одягнена в районну сукню без бретелей.

- У 1977 році мода стала більш мішкувата. Це викликало багато суперечок, оскільки жінки з підтягнутою фігурою скаржилися на те, що не можуть хизуватися ними, а більш товсті жінки скаржилися, що вільний одяг робить їх ще більшими. Щоб компенсувати це, стало модним показувати більше відкритих частин тіла. Це призвело до того, що сорочки розстібалися, рукави закочувалися, а топи були без бретелей, прозорими та мереживними. Блискучі атласні та золоті кольори також використовувалися, щоб компенсувати відсутність більш щільного одягу. У 1978 році фасони стали пишнішими, з наплечниками, більш вузькими спідницями та вужчими лініями талії. У результаті вийшов силует перевернутий трикутник, він був позитивно сприйнятий широкою публікою. До 1977 року штани були лише трохи розкльошені, а іноді й зовсім не розкльошені.[7]
- Жіноча мода наприкінці 1970-х включала сорочки та светри з вирізом, брючні костюми, спортивні костюми, сарафани, які носили з обтягуючими футболками,[3] топи без бретелей, сорочки з низьким вирізом, кардигани,[7] велюрові сорочки, туніки, халати, укорочені топи, топи, вишиті жилети та джинси, спідниці до колін,[8] вільні атласні штани, дизайнерські джинси,[18] брюки-кюлоти, дайзі дюки та тенісні шорти.[7] Це тривало до 1980-х років.
- Аксесуари включали шарфи, золоті прикраси, квіти, ботильйони, капелюхи в стилі 1940-х років (часто нахилені), вузькі та широкі ремені, горжетки, рукавички з браслетами, босоніжки на підборах, мюлі, туфлі на щиколотках, лямки на талії. Яскравий колір майже повністю вийшов з моди наприкінці 1970-х років, і повернулися земляні тони, такі як коричневі, світло-блакитні, коричневі, сірі, білі та чорні.[7]
- Наприкінці 1970-х років нестямність до чобіт охолола, але вони залишалися популярними, особливо взимку. На той момент вони стали менш яскравими, і в основному були чорного, коричневого або бордового кольору. Найпопулярніші чоботи були заввишки до колін або сягали середини ікри і виготовлялися зі шкіри, замші, уретану або гуми. Носки були закруглені, а збоку — блискавки. Підошва зазвичай бул лише 2–4 дюйма, а підбори іноді були навіть плоскими. Жінки продовжували носити туфлі на танкетці та ботильйони, а також чоботи до коліна з товстими підборами кітен.[13]
- У Пакистані, Афганістані та Ірані багато ліберальних жінок носили короткі спідниці,[19][20] сукні хіпі з квітковим принтом, брюки-кльош[21] і виходили на публіку без хіджабу. Ситуація змінилася після військової диктатури в Пакистані, уряду моджахедів в Афганістані та іранської революції 1979 року, коли повернувся традиційний консервативний одяг, включаючи абая, джилбаб і нікаб.[22][23][24]

#### Цільні купальники
- У 1977 році американська актриса Фарра Фосетт популяризувала суцільний купальник, який, у свою чергу, започаткував тренд на майо. Це був сексуальний, обтягуючий купальник з глибоким декольте та високими вирізами, який носили молоді жінки та дівчата замість бікіні, хоча він не повністю замінив останнє. Це тривало до 1980-х років.

#### Брючний костюм
- До кінця 1970-х років брючний костюм став прийнятним діловим одягом для жінок-керівників. Це сталося завдяки успіху смокінга «Le smoking» Іва Сен-Лорана з шовковими лацканами, розробленими, щоб дозволити будь-якому попілу, що падає з сигарет, ковзати, зберігаючи піджак в чистоті.[25] Business Insider зазначив, що носіння брючного костюма було скоріше політичною заявою, ніж модою. Зі збільшенням кількості жінок, які почали працювати, вони шукали новий символ, який довів би, що вони настільки ж серйозні та могутні, як і чоловіки, з якими вони користуються ліфтами.
- Жакет може бути як коротким і струнким, так і довгим і худим.
- Такі фільми, як Енні Хол, боролися з гендерними ідеалами, зображуючи жінку, яка щодня носила чоловічий одяг. Цей фільм був натхненний десятиліттям і завдяки своєму успіху продовжує впливати на моду. Спідниці, коли їх носили, часто були довжиною до колін і могли мати передній або бічний розріз, який робив тонкий акцент на ногах. Щоб компенсувати традиційно чоловічий вигляд «стилю ділового костюма», жінки, як Марго Кіддер у фільмі «Супермен», експериментували з капелюхами, високими підборами, рюшами, які виступали з піджака, і великими коштовностями, щоб зберегти впевнений, але жіночний вигляд.[26]

## Чоловіки

### Початок 1970-х (1970–73)

#### Павлиня революція
- Маючи добре оплачувану роботу та процвітаючий бізнес, молоді чоловіки у Великій Британії та Америці вийшли за рамки звичайних соціальних стандартів одягу. На початку 1970-х років популярні були атласні сорочки чорного та сірого кольору, які часто мали мереживні рюші на манжетах і декольте. Через колоритність чоловічого одягу період часу був описаний як Павлиня революція, а законодавців моди чоловіків називали «Денді», «Чужі» або «Павичі».[27] Типовий повсякденний одяг для цього часу включав піджаки Nehru, туніки в етнічному стилі, водолазки, блейзери в цукеркову смужку,[28] чоботи Winklepicker з кубинськими підборами.[29]
- Такі аксесуари, як нейлонові блискавки відповідного кольору та яскраві плетені ремені, були поширеними, а також вписувалися в стиль павича. Костюми були доступні в яскравих кольорах і неортодоксальних стилях з 1970 по 1976 роки, включаючи коміри з шалею, костюми-трійки з гострими лацканами і двійні костюми з вельвету, парчі пейслі, суміші вовни з широкими смужками або подрібненого оксамиту бордового, чорного кольору, пляшковий зелений і блакитний павич. Журнал Forbes повідомив про зростання продажів костюмів на 4,4 %. Стильні континентальні костюми від дизайнерів Lanvin, Yves Saint Laurent і Pierre Cardin вітали молоді чоловіки, а класичні костюми полюбилися новачкам.[30]

#### Яскраві кольори
- Вперше за десятиліття виник значний дефіцит сировини та тканин, у тому числі синтетики, як-от вініл і нейлон. У результаті повсякденні дизайнери зробили все просто. Початок 1970-х був продовженням моди хіпі кінця 1960-х. Для чоловіків це особливо означало джинси-дзвони, сорочки з краваткою та надлишок військового одягу.[5] Інший одяг для чоловіків початку 1970-х включав твідові спортивні куртки, брюки-чінос кольору хакі, масивні светри кремового, темно-зеленого, бежевого та небесно-блакитного кольору, штормові пальта, тартанові куртки, бушлати, фланелеві сорочки, плісовані штани, бейсбольні куртки, вельвет, жилети в'язані гачком, пуловери в смужку, светри-жилети, китиці, кардигани з поясом,[31] та обнімальні штани.[15]
- Найпопулярнішими аксесуарами для чоловіків початку 1970-х років були саморобні вироби. Намиста, пов'язки та браслети виготовлялися з повністю натуральних матеріалів, таких як дерево, коноплі, квіти, шкіра, черепашки, каміння та індійські намистини. Унісекс-хіпі-аксесуари включали пов'язки на голову, плавні капелюхи та шарфи.[5] Чоловіче взуття на початку 1970-х включало шльопанці, оксфорди, біркенштоки,[9] туфлі на платформі, черевики на товстій підошві або платформі[10] та ковбойські чоботи.[31]

#### Східна мода

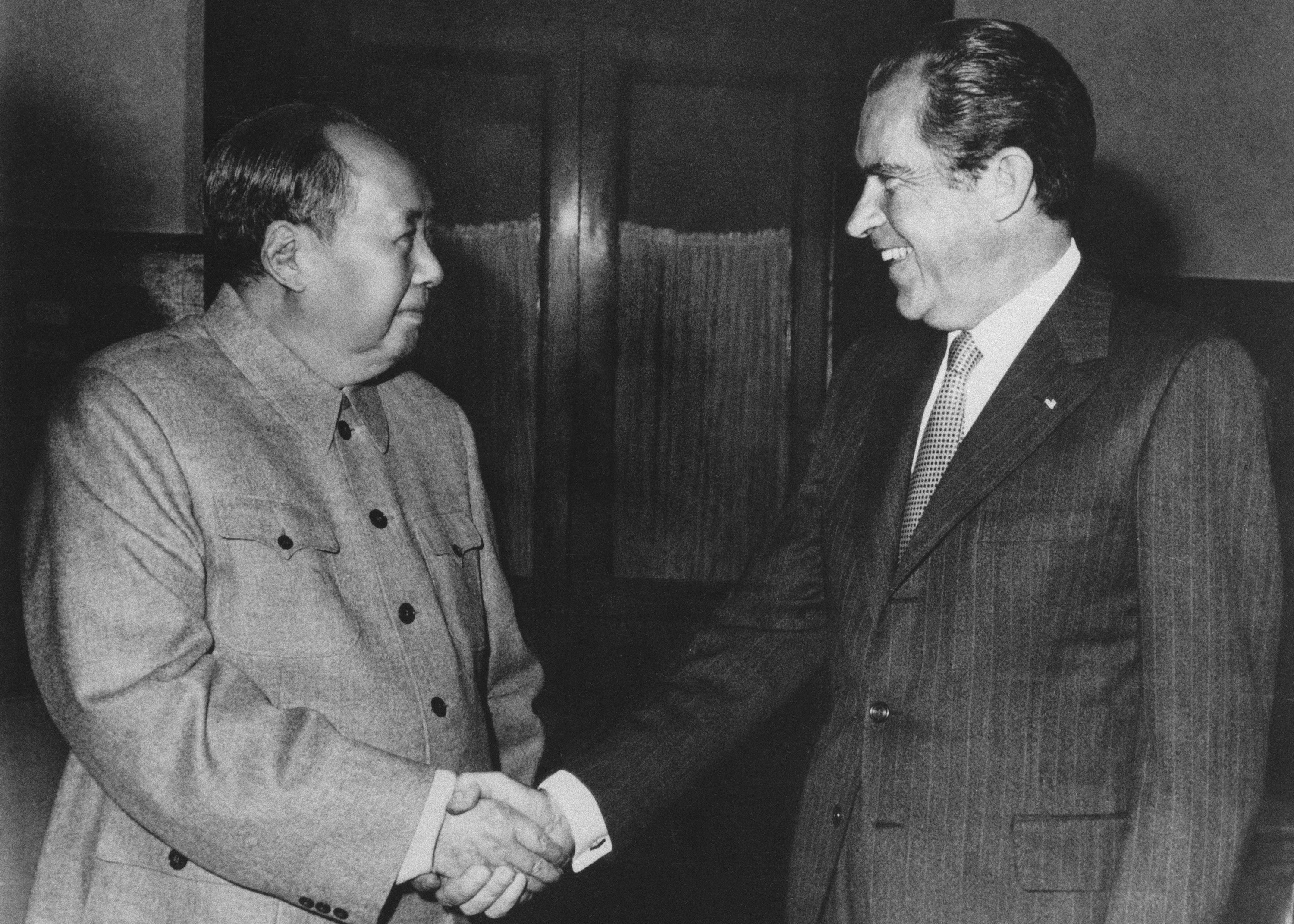
Мао Цзедун в сірому костюмі Чжуншань, 1972 рік.

- Через триваючу культурну революцію в материковому Китаї західний стиль одягу був придушений, і обидві статі носили сірі костюми Мао до початку 1980-х років.[32] Костюм, який не змінився з 1940-х років, зазвичай мав чотири зовнішні кишені, п'ять гудзиків і відкладний комір.[33]
- На відміну від материкової частини Китаю, багато людей на Тайвані та Гонконгу відмовилися від костюма Чжуншань на початку 1970-х років через його асоціацію з комунізмом, лівими та антизахідними людьми.[34]
- У Великій Британії, Франції,[35] Індії[36] та Австралії[37] зелені, сині або бежеві жакети-сафарі, схожі на костюм Мао, стали популярними серед ліберальних чоловіків через їх асоціацію з соціалістичними цінностями, подорожі в екзотичні місця, 1930-ті роки, Голлівуд, а також роль Джеймса Бонда і Саймона Тампліера Роджером Муром.[38] Їх також носили замість ділового костюма в деколонізованих африканських країнах, включаючи Південну Африку, Родезію та Заїр Мобуту, де костюм Мао був відомий як Abacost[39] і поєднувався з феском з леопардової шкіри, що нагадує астраханську шапку.[40]

### Середина 1970-х (1974–76)

#### Глем-рок
- До 1974 року мода андрогінного глем-року стала мейнстримом для молодих британців[41] обох статей. Сюди входять вишиті західні сорочки, оксамитові спортивні пальто, тартан Royal Stewart, який носять Bay City Rollers, смокінги з червоним або синім коміром, сорочки з оборками, жакети неру з високою горловиною, синтетичні тканини, такі як атлас, широкі краватки, чорні або краватки з коричневої шкіри, жакети, шовкові шарфи або аскоти, светри з шаленим коміром, атласні сорочки з великими комірами, брюки з дренажними трубами, як їх носив Mud, і туфлі на платформі типу Slade, Kiss, Alvin Stardust, David Bowie і Sweet.[42][43] Чоловічі та жіночі наряди унісекс з невеликими відмінностями часто об'єднувалися в відповідні комплекти, а популярні кольори включали кремовий, бордовий, коричневий та помаранчевий.[4]

#### Неформальне вбрання

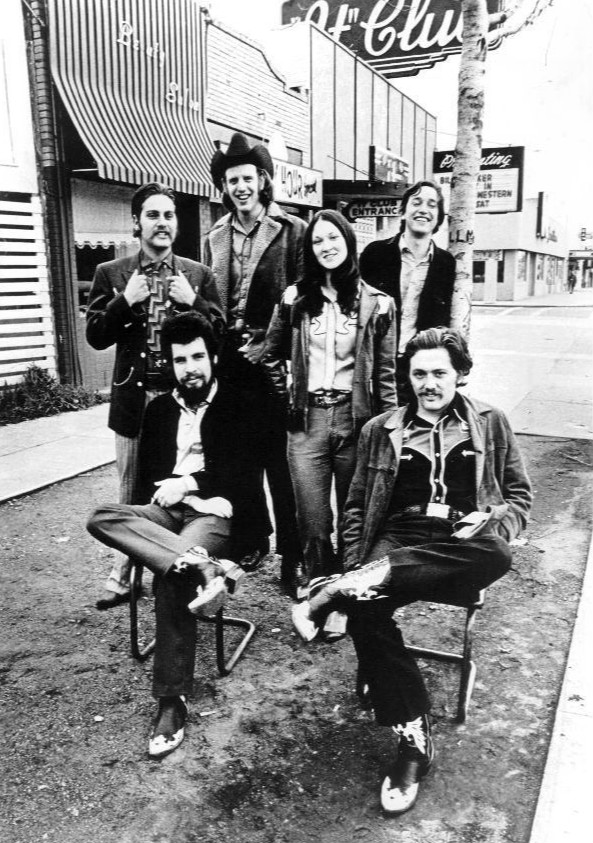
Вбрання середини 70-х у стилі заходу, які носила група кантрі-музики Asleep at the Wheel.

- Мода в середині 1970-х для чоловіків в Америці була в цілому неформальною і спокійною. Більшість чоловіків просто носили джинси, светри та футболки, які на той час виготовлялися з більш витонченим дизайном. Чоловіки продовжували носити фланель, і з 1975 року костюм для відпочинку став дедалі популярнішим, його часто носили з золотими медальйонами та оксфордськими черевиками. Вінтажний одяг, брюки-чінос кольору хакі, робочий одяг, світшоти, шкіряні пальто та суцільні джинсові вбрання також були бажаними серед молодих чоловіків.[4] Інші тенденції включали сорочки з принтом, кардигани на блискавці, західні сорочки, які продаються з метою використання ностальгії за модою 1950 -х років, біркенштоки,[9] кільця настрою, та плащі.[31]
- Близько 1975 року американські костюми почали нагадувати більш стрункі європейські костюми. Ця нова модель, названа квазієвропейським костюмом, мала м'які плечі, вищі отвори для рук, меншу талію, відкриті накладні кишені та невеликий кльош на штанях і піджаку.[4] У 1976 році для чоловіків стало модним носити оксамитові смокінги з більш повсякденними брюками на офіційні заходи, а жилети знову увійшли в моду. Саме цього року на чоловічих штанях почали з'являтися менші кльошці або їх не було зовсім.[4] Це тривало до 1980-х років.

### Кінець 1970-х (1977–79)

#### Спортивний одяг
- До кінця 1970-х років більшість чоловіків і жінок носили спортивний одяг як повсякденний. В основному це ґрунтувалося на спортивних костюмах, комбінезонах, велюрових або махрових сорочках (часто в смужку та з низьким вирізом),[4] светрах, кардиганах, світшотах, жилетах-пуховиках,[31] джинсах-кльошах,[4] прямих джинсах і сорочках з коміром, як з довгим, так і з коротким рукавом. Приблизно в цей час у чоловіків стало модним залишати сорочки незаправленими.[31] Це тривало до 1980-х років. Наприкінці 70-х довгі коміри з відкритими комірами стали основною частиною чоловічої моди.
- Аксесуари кінця 1970-х включали низькі кросівки, тенісні пов'язки,[31] намиста з раковин пуки та браслети.

#### Стиль диско
- У 1977–79 роках на чоловічий одяг вплинув стиль диско. Чоловіки почали носити костюми-трійки (які стали доступні в різноманітних кольорах, включаючи пудрово-блакитний, бежевий, білий, як його носив Джон Траволта у «Лихоманці суботнього вечора», коричневий поліестер і блискучу сріблясту акулячу шкіру), які відрізнялися широкими лацканами, широкими — брюки або розкльошені штани, а також жилети з високою посадкою.[44] Під впливом популярності сонцезахисних окулярів-авіаторів на дискотеці багато хто носив окуляри у формі авіаторів, але з прозорими лінзами за рецептом.[45] Краватки стали ширшими і сміливішими, а коміри сорочок стали довгими і загостреними.[46]

## Підліткова мода

### Моди
- На початку 1970-х років субкультури північного соулу та замші з'явилися у відповідь на вплив психоделічного року, богеми та хіпі на основну субкультуру павичів. Прагнучи повернутися до музики та моди середини і кінця 1960-х років, представники цих британських субкультур носили сорочки Бена Шермана, штани тонкого крою, светри без рукавів, вінтажні смугасті блейзери, туфлі броги, чорні шкіряні рукавички для водіння, pork pie hats, ірландські прогулянкові капелюхи та вільні оксфордські сумки для танців.[47] Секонд-хенд мод одягу також носили багато ранніх гаражних панк- і протопанк -груп з середини 1970-х років, особливо Flamin Groovies і Television через його дешевизну та широку доступність. Вихід культового фільму «Квадрофенія» у 1978 році спровокував масштабне відродження модів серед молодого покоління ентузіастів Lambretta та Vespa під впливом панк-року та музики нової хвилі.[48]

### Хлопці Тедді

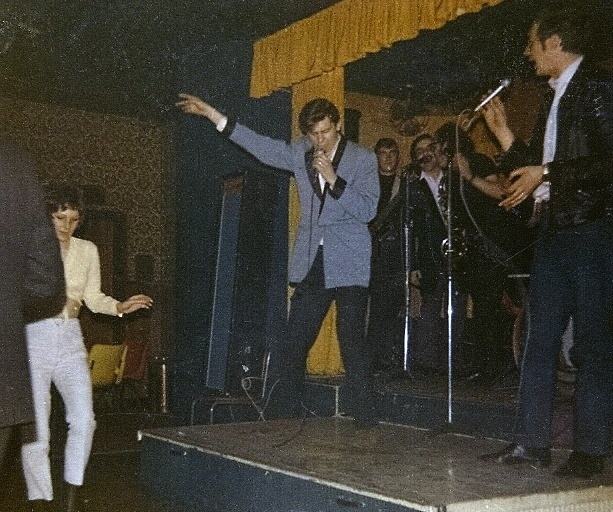
Типове спорядження Теда середини та кінця 1970-х років, яке носив Шакін Стівенс.

- Через відродження ностальгії за 1950-ми роками субкультура хлопчиків Тедді повернулася до Великої Британії на початку 1970-х років. Подібна субкультура рокабілі, відома як Raggare, зазнала відродження в Швеції та Німеччині одночасно. Були популярні brothel creepers, drainpipe trousers, краватки-боло та драпові жакети, як правило, з контрастними оксамитовими комірами та манжетами.[49] Під впливом глем-рок груп, таких як Showaddywaddy, Тедси 1970-х носили яскраві кольори, як-от електричні сині, леопардові або парчові жилети і укладали волосся лаком для волосся, а не брилкремом.[50] Наприкінці 1970-х Теди стали запеклими ворогами панк-субкультури та відроджувачами мод.

### Хіпі

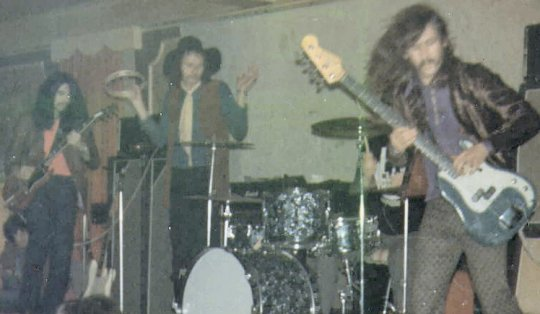
Британський рок-гурт Killing Floor, 1971.

- Однією з найбільш поширених субкультур початку і середини 1970-х років були хіпі. Зазвичай молоді люди середнього класу з Великої Британії, Америки та Нової Зеландії, ці прихильники вільного кохання віддавали перевагу образу унісекс із довгим волоссям, тай дай краваткам та мотивами квіткової сили, кепками Боба Ділана, куртами, конопляним жилетам, жакетам, босоніжкам та максі спідницям для дівчат.[51] Через активну участь Сполучених Штатів у війні у В'єтнамі з 1954 по 1975р американські підлітки хотіли зробити антивоєнну контркультурну заяву через те, як вони одягалися. Стару військову уніформу та випрані темно-сині штани зазвичай купували в секонд-хенді, а потім прикрашали квітковими вишивками та яскравими нашивками із символами миру вдома.[52] У відповідь на консервативну моду, яку люблять їхні батьки, американські хіпі відкинули дизайнерські бренди на користь стилю унісекс, часто використовуючи вельвет, коноплю та вінтажний одяг із благодійних магазинів.[53] Незважаючи на те, що глем-рок значною мірою витіснив рух хіпі в міських районах у середині та наприкінці 70-х, такі відгалуження, як мандрівники Нью-Ейдж, Freak scene, Nambassa housetruckers[54] та серфери збереглися до 1990-х років.

### Важкий метал
- На початку і в середині 1970-х члени субкультури хард-року та хеві-металу віддавали перевагу типовій моді хіпі, як-от земляні тони, футболки з краваткою та брюки-кльош, які носили на сцені Джетро Талл або Led Zeppelin. Це змінилося пізніше протягом десятиліття, коли багато шанувальників Judas Priest, AC/DC і Meat Loaf почали наслідувати одяг грізерів, байкерів поза законом, панк-рокерів і шкіряників через асоціацію такої моди з жорсткістю.[55] Типова мода на хеві метал у Великій Британії, США та Австралії включала вицвілі джинси, шкіряні бойові куртки, бойові чоботи, ремені з шипами, чорні шкіряні куртки[56], як Schott Perfecto, і залізні хрести, які часто викрадали з військових сувенірів їх батьків. Борода, вуса та волосся довжиною до плечей були популярні серед чоловіків, тоді як шанувальники металу інколи наслідували яскраво пофарбоване, дражнене та зачесане волосся панка кінця 1970-х років.

### Панки
- Панк-рок був музичним жанром, який сильно вплинув на моду кінця 1970-х років. Велика частина панк-моди 1970-х була заснована на дизайнері Вів'єн Вествуд та її партнері Малкольмі Макларені. McLaren відкрив кіоск у задній частині старовинного американського магазину одягу, який зайняв 430 King's Road і назвав його «Let it Rock». До 1974 року 430 перейменували магазин, який став відомим як «SEX». Макларен описав «SEX» як «феномен притулку, відомий як панк-рок».[57] Панк з'явився в Лондоні і поширився в Сполучених Штатах. Складна суміш різноманітних стилістичних впливів, панк, сягає своїм корінням вулиці Лондона та музичні сцени Нью-Йорка.[57] Вулична панк-мода, як правило, складалася з рваного одягу, чорних водолазок, джинсів, вузьких шкіряних штанів, шкіряних курток (часто прикрашених ланцюжками, шипами, шпильками та фарбою), піджаків і сорочок із зображеннями або повідомленнями табу, нашийників, шпильок, кілти та Док Мартенс.[58] На початку 1980-х років у народі на початку 1980-х увійшла менш загрозлива версія панк-стилю під назвою «Нова хвиля», яка представляла нерівні подоли на одязі та більш складну вишивку.[59]

## Тенденції краси 1970-х років

### Жіночі зачіски

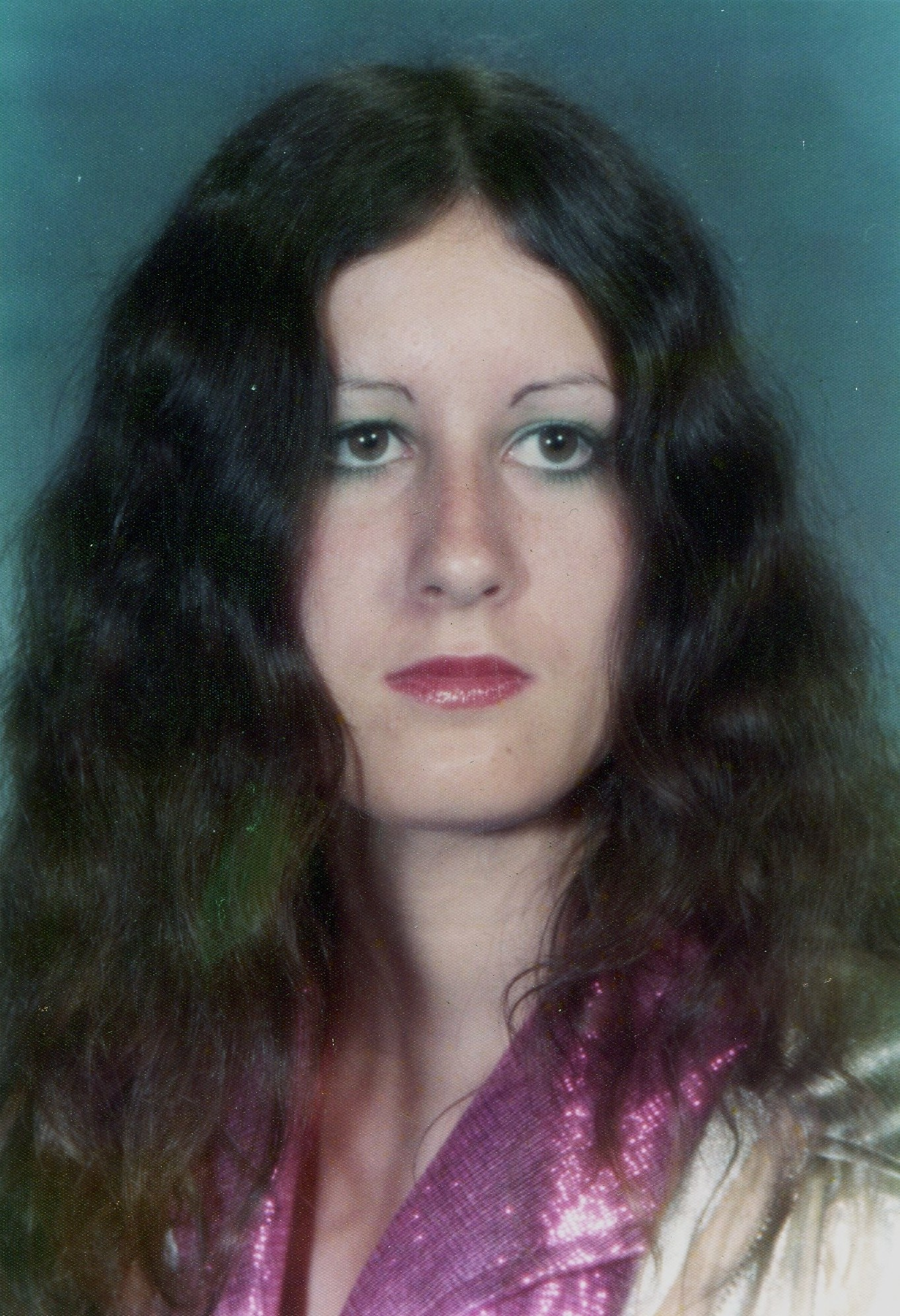
У 1970-х роках жіноче волосся зазвичай довге з центральним проділом

Протягом більшої частини десятиліття жінки та дівчата-підлітки носили довге волосся з центральним або бічним проділом, що було трендом, перенесеним з кінця 1960-х. Інші зачіски початку і середини 1970-х включали хвилястий «циганський» крій, багатошарову махорку та «змахнутий» стиль, який в народі називали «крилами». Волосся було заправлене у вигляді маленьких крил у скронь. Цей образ популяризували зірки телесеріалу «Ангели Чарлі». Також користувалося популярністю волосся з русявими пасмами або «матове». У 1977 році панк-співачка Деббі Гаррі з групи Blondie породила нову тенденцію зі своїм пофарбованим платиновим світлим волоссям довжиною до плечей з довгим чубчиком.
У 1970-х роках створення однієї з популярних зачісок для жінки не займало багато часу. Вважалося, що ці зачіски, включаючи афро-зачіску, кудлату зачіску та пернате волосся (тоді відомі як «зачіска Фарри Фосетт»), ідеально підходять, коли ви в дорозі, і вони все одно зберігатимуть ваш виразний стиль. Для чорношкірих людей у Сполучених Штатах та інших країнах афро носили обидві статі протягом десятиліття. Час від часу його використовували білі, особливо американські євреї, як альтернативу однорідному довгому прямому волоссю, яке було основою моди до приходу панків та «дискотечного образу», коли волосся стало коротшим, а центральні проділи перестали бути модним.
Найвідомішою жіночою зачіскою 1970-х років, мабуть, є «зачіска Фарри Фосетт». Популярна в 1976 році зачіска була сильно наслідувана багатьма американськими жінками і дівчатами. Вона включала хвилі, локони та шари. Цю зачіску в основному носили з чубчиком, але її також можна носити з боковою частиною.

### Чоловічі зачіски

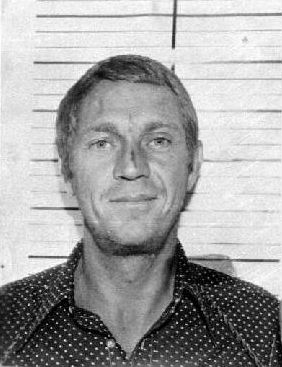
Стів МакКвін з бакенбардами, 1972 рік.

Починаючи з 1960-х років, зачіски «качиний хвіст» і «Помпадур» (тоді відома як «зачіска Елвіса Преслі») були популярні серед молодих італо-американських і мексиканських чоловіків у великих містах, таких як Нью-Йорк. Велика кількість жиру або брилкрему зазвичай використовувалася, щоб утримувати волосся на місці. Початок і середина 1970-х, як правило, показували довше волосся на чоловіках, як спосіб бунту проти соціальних норм минулих років. Приблизно в той же час носили і бакенбарди.

## Макіяж і косметика

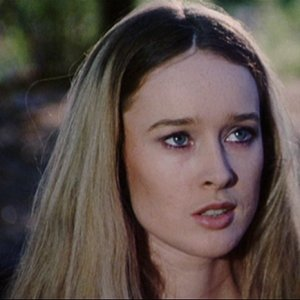
Актриса Камілла Кітон у 1972 році. Протягом більшої частини десятиліття жінки віддавали перевагу легкому, природному макіяжу на денний час.

Косметика 1970-х років відображала суперечливі ролі, які відводилися сучасній жінці. Вперше з 1900 року макіяж був обраний ситуативно, а не у відповідь на монолітні тенденції. Двома основними баченнями епохи були денний «природний вигляд», представлений американськими дизайнерами та журналом Cosmopolitan, і вечірня естетика сексуалізованого гламуру, представлена європейськими дизайнерами та модними фотографами. На периферії також впливали панк і глем. Косметична індустрія, яка страждала, намагалася повернутися, використовуючи нові методи маркетингу та виробництва.